# Guy Shepherdson

a Compétitions nationales et continentales officielles uniquement.

b Matchs officiels uniquement.
Dernière mise à jour le 23 juillet 2018.
Guy Shepherdson, né le 17 février 1982 à Djakarta (Indonésie), est un joueur de rugby à XV international australien évoluant au poste de pilier (1,88 m et pèse 116 kg).  

## Carrière

### En club
- 2002-2003 : Bay of Plenty  Nouvelle-Zélande
- 2004-2010 : ACT Brumbies  Australie
- 2011-2012 : Queensland Reds  Australie

Il a joué vingt matchs de Super 12 en 2004 et 2005 et treize matchs de  Super 14 en 2006 avec les Brumbies
Il arrête sa carrière professionnelle en 2012.

### En équipe nationale
Il a été international scolaire puis des moins de 19 ans et des moins de 21 ans (2001-2003).
Il a disputé son premier test match le 24 juin 2006 contre l'équipe d'Irlande.

## Palmarès

### En club
- 73 matchs de Super Rugby avec les Brumbies et les Reds

## Équipe nationale
- 17 sélections pour l'Équipe d'Australie de rugby à XV.
- 1 essai
- 5 points
- Sélections par année : 7 en 2006 et 10 en 2007.
- Tri-nations disputé : 2006 et 2007.
- Coupe du monde de rugby disputée : 2007 (4 matchs).